# O Bailão de Edson & Hudson
O Bailão de Edson & Hudson é a segunda coletânea lançada pela dupla sertaneja brasileira Edson & Hudson, lançado em 2006. Trazendo o melhor do repertório animado da dupla, como "Festa Louca", "Zoião" e "O Bicho Vai Pegar", com a participação da dupla Rionegro & Solimões.

## Faixas
1. "Entra na Arena"
2. "Cervejaria"
3. "Festa Louca" (Mi Vida Loca) (My Life Crazy)
4. "Zoião"
5. "Me Bate, Me Xinga"
6. "Mulher, Cerveja e Viola"
7. Pot-Pourri: "Pagode Em Brasília / "Pagode" / "A Coisa Tá Feia"
8. "Chora Viola"
9. "Sapateia Galera"
10. "Fogo do Desejo"
11. "Anjo Loiro"
12. "Rabo de Saia"
13. "O Bicho Vai Pegar" (com Rionegro & Solimões)
14. "Zoião" (Versão estúdio)